# 제프 다운스
제프 다운스(Geoff Downes, 1952년 8월 25일 ~ )는 뉴 웨이브 그룹 트레버 혼과 함께한 버글스, 프로그레시브 록 밴드 예스, 슈퍼그룹 아시아로 명성을 얻은 영국의 키보드 연주자, 작곡가, 음반 프로듀서다.
스톡포트에서 태어난 다운스는 음악 경력을 쌓기 위해 런던으로 이주했다. 1977년, 그는 혼과 함께 버글스를 결성했고, 그들의 첫 음반 《The Age of Plastic》으로 성공을 누렸으며, 이 음반에는 세계적으로 히트한 싱글 〈Video Killed the Radio Star〉가 수록되어 있다. 1980년 5월 다운스는 예스와 혼과 함께 《Drama》(1980년)를 녹음했다. 예스가 1981년 해체된 후 다운스는 트레버 혼이 비록 주로 절반밖에 관여하지 않았지만 두 번째 버글스의 음반 Adventures in Modern Recording(1981년)을 제작하도록 도왔고, 전 예스 동료 음악가 스티브 하우와 아시아를 공동 결성했다. 그는 1986년에 아시아를 떠났고 1990년에 다시 합류했고 그 이후 여러 장의 솔로 음반을 발매했고 마이크 올드필드와 톰슨 트윈스를 포함한 몇몇 아티스트들을 위해 제작했다.